# Qatar Total Open
A Qatar Total Open minden év februárjában megrendezett tenisztorna nők számára Dohában.
A torna 2021-től páratlan években WTA500, míg páros években a nem kötelező WTA1000 tornák közé tartozik. Az egyéni főtáblán 28 játékos vehet részt, az első négy kiemeltnek nem kell játszania az első körben.
A mérkőzéseket szabadtéren, kemény borítású pályákon játsszák 2001 óta. Az első verseny még Tier III-as kategóriájú volt, 2004-től Tier II-es, 2008-ban pedig Tier I-es. 2009-ben és 2010-ben nem rendezték meg a tornát, mivel a város adott otthont az év végi világbajnokságnak. 2011-ben a Premier tornák közé tartozott. 2012–2014 között Premier 5 besorolást kapott, majd 2015-től páratlan években Premier besorolású, ekkor a Dubai Duty Free Tennis Championships Premier 5 kategóriájú, míg páros években fordítva, majd a kategóriák elnevezésének megváltozása miatt 2021-től WTA500, illetve WTA1000 kategóriájú.

## Döntők

### Egyéni
| Év   | Győztes               | Ellenfél a döntőben  | Eredmény a döntőben |                    |
| ---- | --------------------- | -------------------- | ------------------- | ------------------ |
| 2024 | Iga Świątek           | Jelena Ribakina      | 7–6(8), 6–2         |                    |
| 2023 | Iga Świątek           | Jessica Pegula       | 6–3, 6–0            |                    |
| 2022 | Iga Świątek           | Anett Kontaveit      | 6–2, 6–0            |                    |
| 2021 | Petra Kvitová         | Garbiñe Muguruza     | 6–2, 6–1            |                    |
| 2020 | Arina Szabalenka      | Petra Kvitová        | 6–3, 6–3            |                    |
| 2019 | Elise Mertens         | Simona Halep         | 3–6, 6–4, 6–3       |                    |
| 2018 | Petra Kvitová         | Garbiñe Muguruza     | 3–6, 6–3, 6–4       |                    |
| 2017 | Karolína Plíšková     | Caroline Wozniacki   | 6–3, 6–4            |                    |
| 2016 | Carla Suárez Navarro  | Jeļena Ostapenko     | 1–6, 6–4, 6–4       |                    |
| 2015 | Lucie Šafářová        | Viktorija Azaranka   | 6–4, 6–3            |                    |
| 2014 | Simona Halep          | Angelique Kerber     | 6–2, 6–3            |                    |
| 2013 | Viktorija Azaranka    | Serena Williams      | 7–6(6), 2–6, 6–2    |                    |
| 2012 | Viktorija Azaranka    | Samantha Stosur      | 6–1, 6–2            |                    |
| 2011 | Vera Zvonarjova       | Caroline Wozniacki   | 6–4, 6–4            |                    |
| 2010 | Nem rendezték meg.    | Nem rendezték meg.   | Nem rendezték meg.  | Nem rendezték meg. |
| 2009 | Nem rendezték meg.    | Nem rendezték meg.   | Nem rendezték meg.  | Nem rendezték meg. |
| 2008 | Marija Sarapova       | Vera Zvonarjova      | 6–1, 2–6, 6–0       |                    |
| 2007 | Justine Henin         | Szvetlana Kuznyecova | 6–4, 6–2            |                    |
| 2006 | Nagyja Petrova        | Amélie Mauresmo      | 6–3, 7–5            |                    |
| 2005 | Marija Sarapova       | Alicia Molik         | 4–6, 6–1, 6–4       |                    |
| 2004 | Anasztaszija Miszkina | Szvetlana Kuznyecova | 4–6, 6–4, 6–4       |                    |
| 2003 | Anasztaszija Miszkina | Jelena Lihovceva     | 6–3, 6–1            |                    |
| 2002 | Szeles Mónika         | Tamarine Tanasugarn  | 7–6(6), 6–3         |                    |
| 2001 | Martina Hingis        | Sandrine Testud      | 6–3, 6–2            |                    |

### Páros
| Év   | Győztesek                                | Ellenfelek a döntőben                      | Eredmény a döntőben |                    |
| ---- | ---------------------------------------- | ------------------------------------------ | ------------------- | ------------------ |
| 2024 | Demi Schuurs Luisa Stefani               | Caroline Dolehide Desirae Krawczyk         | 6–4, 6–2            |                    |
| 2023 | Cori Gauff Jessica Pegula                | Ljudmila Kicsenok Jeļena Ostapenko         | 6–4, 2–6, [10–7]    |                    |
| 2022 | Cori Gauff Jessica Pegula                | Veronyika Kugyermetova Elise Mertens       | 3–6, 7–5, [10–5]    |                    |
| 2021 | Nicole Melichar Demi Schuurs             | Monica Niculescu Jeļena Ostapenko          | 6–2, 2–6, [10–8]    |                    |
| 2020 | Hszie Su-vej Barbora Strýcová            | Gabriela Dabrowski Jeļena Ostapenko        | 6-2, 5-7, [10-2]    |                    |
| 2019 | Csan Hao-csing Latisha Chan              | Anna-Lena Grönefeld Demi Schuurs           | 6–1, 3–6, [10–6]    |                    |
| 2018 | Gabriela Dabrowski Jeļena Ostapenko      | Andreja Klepač María José Martínez Sánchez | 6–3, 6–3            |                    |
| 2017 | Abigail Spears Katarina Srebotnik        | Olha Szavcsuk Jaroszlava Svedova           | 6–3, 7–6(7)         |                    |
| 2016 | Csan Hao-csing Csan Jung-zsan            | Sara Errani Carla Suárez Navarro           | 6–3, 6–3            |                    |
| 2015 | Raquel Kops-Jones Abigail Spears         | Hszie Su-vej Szánija Mirza                 | 6–4, 6–4            |                    |
| 2014 | Hszie Su-vej Peng Suaj                   | Květa Peschke Katarina Srebotnik           | 6–4, 6–0            |                    |
| 2013 | Sara Errani Roberta Vinci                | Nagyja Petrova Katarina Srebotnik          | 2–6, 6–3, [10–6]    |                    |
| 2012 | Liezel Huber Lisa Raymond                | Raquel Kops-Jones Abigail Spears           | 6–3, 6–1            |                    |
| 2011 | Květa Peschke Katarina Srebotnik         | Nagyja Petrova Liezel Huber                | 7–5, 6–7(2), [10–8] |                    |
| 2010 | Nem rendezték meg.                       | Nem rendezték meg.                         | Nem rendezték meg.  | Nem rendezték meg. |
| 2009 | Nem rendezték meg.                       | Nem rendezték meg.                         | Nem rendezték meg.  | Nem rendezték meg. |
| 2008 | Květa Peschke Rennae Stubbs              | Cara Black Liezel Huber                    | 6–1, 5–7, [10–7]    |                    |
| 2007 | Martina Hingis Marija Kirilenko          | Szávay Ágnes Vladimíra Uhlířová            | 6–1, 6–1            |                    |
| 2006 | Daniela Hantuchová Szugijama Ai          | Li Ting Szun Tien-tien                     | 6–4, 6–4            |                    |
| 2005 | Francesca Schiavone Alicia Molik         | Cara Black Liezel Huber                    | 6–3, 6–4            |                    |
| 2004 | Szvetlana Kuznyecova Jelena Lihovceva    | Janette Husárová Conchita Martínez         | 7–6(4), 6–2         |                    |
| 2003 | Janet Lee Wynne Prakusya                 | Maria Vento-Kabchi Angelique Widjaja       | 6–1, 6–3            |                    |
| 2002 | Janette Husárová Arantxa Sánchez Vicario | Alexandra Fusai Caroline Vis               | 6–3, 6–3            |                    |
| 2001 | Sandrine Testud Roberta Vinci            | Kristie Boogert Miriam Oremans             | 7–5, 7–6(4)         |                    |